# Sport Club Internacional
El Sport Club Internacional és un club de futbol brasiler de la ciutat de Porto Alegre a l'estat de Rio Grande do Sul.

## Història
Durant l'inici del segle xx, tres joves de São Paulo que havien arribat a Porto Alegre volien jugar a futbol. En no ser admesos a cap club de la ciutat decidiren crear el seu propi club. El 4 d'abril de 1909 es fundà l'Sport Club Internacional.
El 6 d'abril de 1969 inaugurà el seu estadi, el Gigante da Beira-Rio, en un partit que l'enfrontà al Benfica de Portugal i que vencé l'Inter per 2 a 1.
El 1975, l'Internacional es convertí en el primer club de Rio Grande do Sul en guanyar el campionat brasiler de futbol, amb una històrica victòria per 1-0 (amb l'anomenat gol iluminado d'Elías Figueroa) contra el Cruzeiro de Minas Gerais. L'any següent repetí campionat, aquest cop vencent per 2 a 0 al Corinthians. Tres anys després, el 1979, l'Internacional conclogué una gran dècada amb el seu tercer campionat brasiler, on restà invicte, vencent a la final el Vasco da Gama per 2-1. L'any següent, però, no aconseguí el triomf a la Copa Libertadores de América en perdre la final contra el Nacional de Montevideo. La seva primera copa del Brasil fou l'any 1992, derrotant el Fluminense per un ajustat 1-0.

## Palmarès
El seu millor any a nivell de títols fou el 2006 amb els dos títols més importants que pot aconseguir un club brasiler, la Copa Libertadores de América i el Campionat del Món de Clubs, en derrotar el FC Barcelona per 1 a 0 en partit disputat a Yokohama. En total ha guanyat:
- 1 Campionat del Món de Clubs: 2006
- 2 Recopes sud-americanes: 2007, 2011
- 1 Copa Sudamericana: 2008
- 2 Copa Libertadores de América: 2006, 2010
- 3 Campionat brasiler de futbol: 1975, 1976, 1979
- 1 Copa brasilera de futbol: 1992
- 1 Trofeu Joan Gamper: 1982
- 45 Campionat gaúcho: 1927, 1934, 1940, 1941, 1942, 1943, 1944, 1945, 1946, 1947, 1948, 1950, 1951, 1952, 1953, 1955, 1961, 1969, 1970, 1971, 1972, 1973, 1974, 1975, 1976, 1978, 1981, 1982, 1983, 1984, 1991, 1992, 1994, 1997, 2002, 2003, 2004, 2005, 2008, 2009, 2011, 2012, 2013, 2014, 2015, 2016

## Estadi
L'actual estadi de l'Internacional és l'Estadi Beira-Rio, també anomenat José Pinheiro Borda o Gigante do Beira Rio, inaugurat el 1969, amb capacitat per a 56.000 persones. Beira-Rio reemplaçà l'Estádio dos Eucaliptos, que havia estat seu de dos partits de la Copa del Món de Futbol 1950.

## Entrenadors destacats
- Teté (1951-57, 1960)
- Daltro Menezes (1968-1971)
- Dino Sani (1971-1974, 1983)
- Rubens Minelli (1974-1977)
- Cláudio Duarte (1978-1979, 1981, 1989, 1994-1995, 2001, 2002)
- Ênio Andrade (1979-1980, 1990-1991, 1993)
- Abel Braga (1988-1989, 1991, 1995, 2006-2007, 2014-)
- Antônio Lopes (1992)
- Carlos Alberto Parreira
- Paulo Autuori (1999)
- Émerson Leão (1999)
- Muricy Ramalho (2003, 2004-2005)
- Celso Roth (1996-1998, 2002, 2010-2011)
- Jorge Fossati (2010)
- Paulo Roberto Falcão (1993, 2011)

## Jugadors destacats
- Elivélton
- Adriano Ferreira Martins
- Abigail Conceição de Souza
- Adão Nunes Dormelles dãozinho
- Oscar Aguirregaray
- Aloísio Pires Alves
- João Batista da Silva
- José de La Cruz Benítez
- Bodinho
- Fabian Guedes 'Bolívar'
- Branco
- Caçapava
- Alberto Zolim Filho Carlitos
- Paulo César Carpegiani
- Daniel Carvalho da Silva
- Claudiomiro Estrais Ferreira
- Christian Correa Dionisio
- André Cruz
- Dadá Maravilha 'Dario'
- Nilmar Honorato da Silva
- Dunga
- Julio César Enciso
- Luís Carlos Machado Escurinho
- Paulo Roberto Falcão
- Fernandão
- Roberto Fernández
- Elías Ricardo Figueroa
- Flávio Minuano
- Mauro Galvão
- Carlos Gamarra
- Diego Gavilán
- Gonçalves
- Gérson
- Sergio Goycochea
- Jair Gonçalves Prates
- Carlos Kluwe
- Larry Pinto de Faria
- Lúcio.
- Luiz Ribeiro Pinto Neto Lula
- Manga
- Olavo Rodrigues Barbosa Nena
- Rubén Paz
- Marinho Peres
- Silvio Pirilo
- Fábio Rochemback
- Rafael Sóbis
- Claudio Taffarel
- Tesourinha
- Paulo César Tinga
- Valdomiro Vaz Franco
- Washington Stecanelo Cerqueira
- Alexandre Pato
- Pablo Guiñazu
- Andres D'alessandro
- Pedro Iarley